# (29081) Krymradio
(29081) Krymradio es un asteroide perteneciente al cinturón de asteroides, descubierto el 27 de septiembre de 1978 por la astrónoma soviética Liudmila Chernyj desde el Observatorio Astrofísico de Crimea.

## Designación y nombre
Designado provisionalmente como  1978 SC5. Fue nombrado Krymradio en homenaje a la emisora de radio Crimea radio que lleva dieciocho años en el aire.